# Государственная граница Китайской Народной Республики

Китай

Государственная граница Китая (кит. трад. 中國邊界線, упр. 中国边界线, пиньинь Zhōngguó biānjiè xiàn) — линия и проходящая по этой линии вертикальная поверхность, определяющие пределы государственной территории (суши, вод, недр и воздушного пространства), пространственный предел действия государственного суверенитета Китайской Народной Республики. Общая протяжённость сухопутных границ Китая составляет 22 457 км.
Китай граничит с четырнадцатью государствами. Наибольшую протяжённость имеет китайско-монгольская граница, наименьшую протяжённость — афгано-китайская граница.

## Протяжённость границ
Общая протяжённость сухопутных границ Китая составляет 22 457 км.
| Государство | Граница                  | Длина границы (км) |
| ----------- | ------------------------ | ------------------ |
| Афганистан  | Афгано-китайская         | 91                 |
| Бутан       | Бутано-китайская         | 477                |
| Вьетнам     | Вьетнамско-китайская     | 1297               |
| Индия       | Индийско-китайская       | 2659               |
| Казахстан   | Казахстанско-китайская   | 1765               |
| Кыргызстан  | Китайско-кыргызская      | 1063               |
| КНДР        | Китайско-северокорейская | 1352               |
| Лаос        | Китайско-лаосская        | 475                |
| Монголия    | Китайско-монгольская     | 4630               |
| Мьянма      | Китайско-мьянманская     | 2129               |
| Непал       | Китайско-непальская      | 1389               |
| Пакистан    | Китайско-пакистанская    | 438                |
| Россия      | Российско-китайская      | 4209,3             |
| Таджикистан | Таджикско-китайская      | 477                |

### Внутренние границы
- Гонконг — 33 км (см. территориальная граница Гонконга);
- Макао — 3 км.

Китай имеет морские границы с Вьетнамом, Филиппинами, Малайзией, Брунеем, Японией, КНДР и Южной Кореей. Длина береговой линии 14 500 км.

## Границы провинций и авт. районов
Сухопутные границы с другими странами имеют 9 китайских регионов. 10 регионов и 4 города имеют морские границы.
- Афганистан — Синцзян-Уйгурский автономный район
- Бутан — Тибетский автономный район
- Индия — СУАР, ТАР
- Казахстан — СУАР
- КНДР — Гирин, Ляонин
- Кыргызстан — СУАР
- Лаос — Юньнань
- Монголия — СУАР, Ганьсу, Внутренняя Монголия
- Мьянма — ТАР, Юньнань
- Непал — ТАР
- Пакистан — СУАР
- Россия (северо-западная граница — 46 км) — СУАР
- Россия (северо-восточная граница — 4133 км) — Внутренняя Монголия, Хэйлунцзян, Цзилинь
- Таджикистан — СУАР
- Вьетнам — Юньнань, Гуанси-Чжуанский автономный район
- Южно-Китайское море — ГЧАР, Хайнань, Гуандун, Фуцзянь, Тайвань, Гонконг, Макао
- Восточно-Китайское море — Фуцзянь, Чжэцзян, Шанхай
- Жёлтое море — Цзянсу, Шаньдун, Хэбэй, Тяньцзинь, Ляонин

## Пограничные стыки
Китай имеет 16 пограничных стыков
- Вьетнам — Лаос — Китай (22°23′58″ с. ш. 102°08′40″ в. д.HGЯO)
- Лаос — Мьянма — Китай (21°33′41″ с. ш. 101°08′45″ в. д.HGЯO)
- Мьянма — Индия — Китай (28°12′55″ с. ш. 97°20′41″ в. д.HGЯO)
- Индия — Бутан — Китай (29°45′40″ с. ш. 91°38′33″ в. д.HGЯO)
- Бутан — Индия — Китай (27°19′38″ с. ш. 88°55′14″ в. д.HGЯO)
- Индия — Непал — Китай (27°52′54″ с. ш. 88°08′03″ в. д.HGЯO)
- Непал — Индия — Китай (30°13′59″ с. ш. 81°01′42″ в. д.HGЯO)
- Индия — Пакистан — Китай (35°29′49″ с. ш. 77°55′27″ в. д.HGЯO)
- Афганистан — Пакистан — Китай (37°01′53″ с. ш. 74°33′50″ в. д.HGЯO)
- Таджикистан — Афганистан — Китай (37°14′05″ с. ш. 74°53′18″ в. д.HGЯO)
- Таджикистан — Киргизия — Китай (39°27′35″ с. ш. 73°36′01″ в. д.HGЯO)
- Казахстан — Киргизия — Китай (42°12′35″ с. ш. 73°36′01″ в. д.HGЯO)
- Россия — Казахстан — Китай (49°07′05″ с. ш. 87°16′41″ в. д.HGЯO)
- Монголия — Россия — Китай (49°10′03″ с. ш. 87°48′45″ в. д.HGЯO)
- Россия — Монголия — Китай (49°50′44″ с. ш. 116°42′51″ в. д.HGЯO)
- Россия — КНДР — Китай (42°25′01″ с. ш. 130°38′20″ в. д.HGЯO)

### Реки и озёра
- Река Туманная — Китай-КНДР
- Бангонг-Цо — Китай-Индия
- Спангур-Цо — Китай-Индия

### Населённые пункты
- Эркеш-Там — Китай-Киргизия

### Горы
- Джонгсонг — Китай-Индия-Непал
- Хан-Тенгри — Китай-Казахстан-Киргизия
- Шиченг-Дашань — Китай-Лаос-Вьетнам
- Канкар-Пунсум — Китай-Бутан
- Джомолхари — Китай-Бутан
- Кангпху-Канг — Китай-Бутан
- Бедель (перевал) — Китай-Киргизия
- Южный Вахджирдаван — Китай-Афганистан